# Triphosa tritocelidaria
Triphosa tritocelidaria är en fjärilsart som beskrevs av Louis Beethoven Prout 1935. Triphosa tritocelidaria ingår i släktet Triphosa och familjen mätare. Inga underarter finns listade i Catalogue of Life.